# Selección juvenil de rugby de Chile
La selección juvenil de rugby de Chile también llamada Cóndores Junior es el equipo nacional de rugby regulado por Chile Rugby. La edad de sus integrantes varía según la edad máxima permitida del torneo existiendo selecciones de menores de 18 años, 19 y 20 años.

## Historia
Su primer torneo oficial fue el 1º Sudamericano Juvenil de Argentina en 1972 y los extintos mundiales M19 instituidos por la FIRA, en los cuales obtuvo 3 ediciones del mundial M-19 en su categoría B, en los años 1994, 1995 y 1997, y logrando el subcampeonato en la edición 2003.
En el periodo entre 1994 y 2007, participó en los mundiales juveniles en sus diferentes divisiones (División A y División B), totalizando 14 participaciones.
En el 2008 participó en la primera edición del Mundial de 2º nivel celebrado en Chile, logrando victorias ante Rumania, Namibia y las Islas Cook, pero fueron derrotados por el conjunto de Uruguay por un marcador de 20 a 8 en la final disputada en la comuna de Las Condes.
En 2009 participó en Trofeo Mundial de Rugby Juvenil 2009 obteniendo el tercer puesto luego de vencer a los locales por un marcador de 19 a 17.
El 5 de mayo de 2012, Cóndores M20 marcó un hito, al ser el primer seleccionado en toda la historia del rugby chileno en vencer por primera vez a uno argentino (M19), la potencia del continente, con un marcador de 33 - 14 en un partido de entrenamiento de cara al Trofeo de Estados Unidos 2012.
En 2012 participó en trofeo mundial celebrado en Estados Unidos obteniendo el quinto puesto al vencer a Canadá por 43 a 31 en la definición.
En 2013 el Trofeo Mundial Juvenil regresa a Chile luego de la edición celebrada en 2008, Los Cóndores vencen en la fase grupal a Portugal y Namibia, pero pierden con los a la postre campeones Italianos, lo que provoca que disputen la definición por el tercer puesto, derrotando por un marcador de 38 a 35 a Japón en el Estadio German Becker de Temuco.
En la edición 2017 del Trophy disputada en Uruguay obtiene el quinto puesto al lograr una histórica victoria en la definición sobre el seleccionado de Fiyi por 15 a 13.
En septiembre de 2019 se coronó campeón del Americas Rugby Challenge disputado en Paraguay luego de vencer a Colombia, México y a la Selección local.
A pesar de haber tenido buenas actuaciones en el Campeonato Sudamericano, los Cóndores no han logrado coronarse campeones del torneo siendo su mejor ubicación el subcampeonato, posición que ha obtenido en 16 ocasiones.

## Uniforme
La camiseta es roja con laterales blancos o azules, short azules y medias rojas al igual que en la selección de mayores. La indumentaria de visita es camiseta azul con laterales blancos y short y medias azules.

## Palmarés
- Mundial M19 División B (3): 1994, 1995, 1997.

- Americas Rugby Challenge M20 (1): 2019.

- Campeonato Argentino Select 12 (1): 2023.

## Participación en copas
| - Italia 1996: 11º puesto - Francia 1998: 7º puesto - Gales 1999: 10º puesto - Francia 2000: 13º puesto - Chile 2001: 14º puesto - Italia 2002: 16º puesto (último) - Francia 1994: Campeón - Rumania 1995: Campeón - Chile 1997: Campeón - Francia 2003: 2º puesto - Sudáfrica 2004: 3º puesto - Sudáfrica 2005: 11º puesto - EAU 2006: 7º puesto - Irlanda 2007: 8º puesto - No ha clasificado - Chile 2008: 2º puesto - Kenia 2009: 3º puesto - Rusia 2010: no clasificó - Georgia 2011: no clasificó - Estados Unidos 2012: 5º puesto - Chile 2013: 3º puesto - Hong Kong 2014: no clasificó - Portugal 2015: no clasificó - Zimbabue 2016: no clasificó - Uruguay 2017: 5º puesto - Rumania 2018: no clasificó - Brasil 2019: no clasificó - Kenia 2023: no clasificó - Escocia 2024: no clasificó - Asunción 1998: 2º puesto - Santiago 1999: 2º puesto - Montevideo 2000: 3º puesto - Asunción 2001: 2º puesto - Buenos Aires 2002: 3º puesto - Santiago 2003: 3º puesto - Buenos Aires 2004: 3º puesto - Encarnación 2005: 3º puesto - Santiago 2006: 2º puesto - Posadas 2007: 3º puesto - U20 Canada Conference 2022: 4º puesto (último) | - Sudamericano 1972: 2º puesto - Sudamericano 1974: ? - Sudamericano 1976: 3º puesto - Sudamericano 1978: 3º puesto - Sudamericano 1980: ? - Sudamericano 1982: 4º puesto - Sudamericano 1984: 2º puesto - Sudamericano 1986: 2º puesto - Sudamericano 1988: 4º puesto - Sudamericano 1990: 2º puesto - Sudamericano 1993: ? - Sudamericano 1994: 3º puesto - Sudamericano 1996: 3º puesto - Sudamericano 1998: 3º puesto - Asunción 2018: 3º puesto - Montevideo 2019: 3º puesto - Asunción 2019: 2º puesto - Rio Segundo 2023: 4º puesto - Rio Segundo 2024: 4º puesto - La Rioja 2025: 3º puesto - Sudamericano 1999: 3º puesto - Sudamericano 2000: 2º puesto - Sudamericano 2002: 2º puesto - Sudamericano 2003: 2º puesto - Sudamericano 2004: 3º puesto - Sudamericano 2005: 2º puesto - Sudamericano 2006: 3º puesto - Sudamericano 2007: 3º puesto - Sudamericano A 2008: 2º puesto - Sudamericano A 2009: 3º puesto - Sudamericano A 2010: 3º puesto - Sudamericano A 2011: 2º puesto - Sudamericano A 2012: 2º puesto - Sudamericano A 2013: 3º puesto - Sudamericano A 2014: 2º puesto - Sudamericano A 2015: 2º puesto - Sudamericano A 2016: 2º puesto - Sudamericano A 2017: 4º puesto (último) - Sudamericano A 2019: 2º puesto - Sudamericano A 2022: 3º puesto (último) - Sudamericano A 2023: 3º puesto (último) - Sudamericano A 2024: 2° puesto - Sudamericano A 2018: 2º puesto - Sudamericano A 2019: 3º puesto - Asunción 2019: Campeón invicto |

## Estadísticas
Incluye los partidos disputados en competiciones mundiales y sudamericanas en categorías M-18, M-19, M-20 y M-21.
Actualizado hasta el 17/4/2025
| Oponente           | Jugados | Ganados | Empatados | Perdidos | % de victorias |
| ------------------ | ------- | ------- | --------- | -------- | -------------- |
| Alemania           | 1       | 1       | 0         | 0        | 100.0%         |
| Argentina          | 46      | 0       | 0         | 46       | 0.0%           |
| Bélgica            | 1       | 1       | 0         | 0        | 100.0%         |
| Brasil             | 22      | 21      | 0         | 1        | 95.4%          |
| Canadá             | 6       | 4       | 0         | 2        | 66.6%          |
| China Taipéi       | 2       | 2       | 0         | 0        | 100.0%         |
| Colombia           | 1       | 1       | 0         | 0        | 100.0%         |
| Corea del Sur      | 5       | 3       | 0         | 2        | 60.0%          |
| Croacia            | 1       | 1       | 0         | 0        | 100.0%         |
| Escocia            | 3       | 1       | 1         | 1        | 33.3%          |
| Estados Unidos     | 1       | 0       | 0         | 1        | 0.0%           |
| Fiyi               | 1       | 1       | 0         | 0        | 100.0%         |
| Francia            | 1       | 0       | 0         | 1        | 0.0%           |
| Gales              | 1       | 0       | 0         | 1        | 0.0%           |
| Georgia            | 1       | 1       | 0         | 0        | 100.0%         |
| Irlanda            | 1       | 0       | 0         | 1        | 0.0%           |
| Islas Cook         | 2       | 2       | 0         | 0        | 100.0%         |
| Italia             | 4       | 0       | 0         | 4        | 0.0%           |
| Japón              | 3       | 1       | 0         | 2        | 33.3%          |
| Kenia              | 1       | 1       | 0         | 0        | 100.0%         |
| México             | 1       | 1       | 0         | 0        | 100.0%         |
| Namibia            | 5       | 3       | 0         | 2        | 60.0%          |
| Papúa Nueva Guinea | 1       | 1       | 0         | 0        | 100.0%         |
| Paraguay           | 41      | 38      | 0         | 3        | 92.6%          |
| Perú               | 2       | 2       | 0         | 0        | 100.0%         |
| Polonia            | 1       | 1       | 0         | 0        | 100.0%         |
| Portugal           | 2       | 2       | 0         | 0        | 100.0%         |
| República Checa    | 3       | 3       | 0         | 0        | 100.0%         |
| Rumania            | 8       | 3       | 0         | 5        | 37.5%          |
| Rusia              | 4       | 2       | 0         | 2        | 50.0%          |
| Samoa              | 1       | 0       | 0         | 1        | 0.0%           |
| Sudáfrica          | 2       | 0       | 0         | 2        | 0.0%           |
| Tailandia          | 1       | 1       | 0         | 0        | 100.0%         |
| Tonga              | 2       | 0       | 0         | 2        | 0.0%           |
| Túnez              | 1       | 1       | 0         | 0        | 100.0%         |
| Ucrania            | 1       | 1       | 0         | 0        | 100.0%         |
| Uruguay            | 62      | 19      | 2         | 41       | 30.6%          |
| Venezuela          | 2       | 2       | 0         | 0        | 100.0%         |
| Zimbabue           | 2       | 0       | 0         | 2        | 0.0%           |
| Total              | 246     | 121     | 3         | 122      | 49.18%         |

## Resultados destacados
|    | Año  | Rival        | Resultado | Diferencia |
| -- | ---- | ------------ | --------- | ---------- |
| 1  | 1998 | Perú         | 131-0     | +131       |
| 2  | 1999 | Perú         | 124-3     | +121       |
| 3  | 2018 | Venezuela    | 119-0     | +119       |
| 4  | 2005 | Venezuela    | 81-5      | +76        |
| 5  | 1990 | Brasil       | 76-0      | +76        |
| 6  | 2012 | Paraguay     | 76-9      | +67        |
| 7  | 1996 | China Taipéi | 68-3      | +65        |
| 8  | 1995 | Alemania     | 63-0      | +63        |
| 9  | 1994 | Brasil       | 64-7      | +57        |
| 10 | 2005 | Paraguay     | 70-14     | +56        |

|    | Año  | Rival     | Resultado | Diferencia |
| -- | ---- | --------- | --------- | ---------- |
| 1  | 1990 | Argentina | 104-0     | -104       |
| 2  | 2010 | Argentina | 101-0     | -101       |
| 3  | 2022 | Argentina | 99-0      | -99        |
| 4  | 2000 | Francia   | 98-0      | -98        |
| 5  | 2013 | Argentina | 90-0      | -90        |
| 6  | 2004 | Argentina | 85-3      | -82        |
| 7  | 2007 | Argentina | 85-5      | -80        |
| 8  | 1986 | Argentina | 84-3      | -81        |
| 9  | 2012 | Argentina | 78-0      | -78        |
| 10 | 2001 | Argentina | 85-12     | -73        |

#### Victorias Destacadas
| Fecha                    | Resultado | Rival    |
| ------------------------ | --------- | -------- |
| 21 de julio de 1972      | 12-10     | Uruguay  |
| 30 de octubre de 1984    | 26-6      | Uruguay  |
| 1986                     | 16-6      | Uruguay  |
| 1990                     | 20-15     | Uruguay  |
| 1998                     | 37-21     | Uruguay  |
| 4 de abril de 1998       | 7-3       | Escocia  |
| 12 de abril de 1998      | 14-3      | Uruguay  |
| 29 de marzo de 1999      | 11-8      | Georgia  |
| 1 de abril de 1999       | 18-12     | Rumania  |
| 21 de septiembre de 1999 | 19-14     | Uruguay  |
| 20 de abril de 2000      | 32-17     | Canadá   |
| 23 de abril de 2000      | 10-6      | Rumania  |
| 8 de noviembre de 2000   | 11-6      | Uruguay  |
| 29 de septiembre de 2001 | 18-14     | Uruguay  |
| 24 de febrero de 2002    | 34-7      | Uruguay  |
| 1 de marzo de 2003       | 17-16     | Uruguay  |
| 15 de abril de 2003      | 22-14     | Portugal |
| 4 de abril de 2004       | 21-18     | Canadá   |
| 12 de abril de 2004      | 38-5      | Namibia  |
| 26 de febrero de 2005    | 23-22     | Uruguay  |
| 20 de abril de 2006      | 10-9      | Rusia    |
| 22 de abril de 2006      | 20-12     | Uruguay  |
| 19 de abril de 2008      | 20-6      | Namibia  |
| 23 de abril de 2008      | 14-3      | Rumania  |

| Fecha                    | Resultado | Rival     |
| ------------------------ | --------- | --------- |
| 12 de noviembre de 2008  | 13-10     | Uruguay   |
| 21 de septiembre de 2011 | 17-15     | Uruguay   |
| 4 de mayo de 2012        | 33-14     | Argentina |
| 18 de junio de 2012      | 53-19     | Rusia     |
| 30 de junio de 2012      | 43-31     | Canadá    |
| 22 de septiembre de 2012 | 33-22     | Uruguay   |
| 28 de mayo de 2013       | 18-6      | Portugal  |
| 5 de junio de 2013       | 23-21     | Namibia   |
| 9 de junio de 2013       | 38-35     | Japón     |
| 6 de septiembre de 2017  | 45-28     | Canadá    |
| 10 de septiembre de 2017 | 15-13     | Fiyi      |
| 5 de diciembre de 2019   | 31-14     | Uruguay   |
| 2 de noviembre de 2024   | 32-29     | Uruguay   |
| 11 de abril de 2025      | 6-5       | Uruguay   |